# Nordwestbahn (Österreich)
| |                                                          |                                              |                                              |
| Streckennummer (ÖBB): | 112 01                                                   |                                              |                                              |
| Kursbuchstrecke (ÖBB): | 903                                                      |                                              |                                              |
| Kursbuchstrecke (SŽ): | 248                                                      |                                              |                                              |
| Streckenlänge: | 100,149 km                                               |                                              |                                              |
| Spurweite: | 1435 mm (Normalspur)                                     |                                              |                                              |
| Streckenklasse: | D4                                                       |                                              |                                              |
| Stromsystem: | 15 kV, 16,7 Hz ~                                         |                                              |                                              |
| Maximale Neigung: | 12 ‰                                                     |                                              |                                              |
| Minimaler Radius: | 277 m                                                    |                                              |                                              |
| Streckengeschwindigkeit: | 120 km/h                                                 |                                              |                                              |
| Zweigleisigkeit: | Wien Nordwest – Brigittenau Wien Floridsdorf – Stockerau |                                              |                                              |
| |                                                          |                                              |                                              |
| \| \| 0,000 \| Wien Nordwest \| 166 m ü. A. \| \| \| \| Abzw Brigittenau \| \| \| \| \| Donauuferbahn \| \| \| \| \| Nordwestbahnbrücke \| \| \| \| \| Wien Jedlesee \| \| \| \| \| von Wien Praterstern \| \| \| \| 4,150 \| Wien Floridsdorf \| Wien Floridsdorf \| \| \| \| nach Břeclav \| \| \| \| \| Wien Brünner Straße \| \| \| \| \| Anschlussbahn (Awanst) KANSAI HELIOS Austria \| \| \| \| \| Abzw. Jedlersdorf \| \| \| \| \| von Wien Leopoldau \| \| \| \| 6,500 \| Wien Jedlersdorf \| 164 m ü. A. \| \| \| \| Anschlussbahn IZ Strebersdorf \| \| \| \| 8,105 \| Wien Strebersdorf \| 165 m ü. A. \| \| \| \| Landesgrenze Wien–Niederösterreich \| \| \| \| 11,179 \| Langenzersdorf \| 169 m ü. A. \| \| \| 12,403 \| Bisamberg \| 168 m ü. A. \| \| \| 15,631 \| Korneuburg \| 170 m ü. A. \| \| \| \| nach Hohenau \| \| \| \| 18,355 \| Üst Korneuburg 1 \| Üst Korneuburg 1 \| \| \| 18,810 \| Leobendorf-Burg Kreuzenstein \| 174 m ü. A. \| \| \| 22,465 \| Spillern \| 172 m ü. A. \| \| \| 22,862 \| Anschlussbahn (Awanst) Brauplan Transport \| Anschlussbahn (Awanst) Brauplan Transport \| \| \| 25,762 \| Stockerau \| 173 m ü. A. \| \| \| \| nach Absdorf-Hippersdorf \| \| \| \| 30,626 \| Ober Olberndorf \| 183 m ü. A. \| \| \| 32,706 \| Sierndorf \| 190 m ü. A. \| \| \| 34,915 \| Höbersdorf \| 191 m ü. A. \| \| \| 37,435 \| Schönborn-Mallebarn \| 200 m ü. A. \| \| \| 41,110 \| Göllersdorf \| 204 m ü. A. \| \| \| 43,176 \| Groß Stelzendorf (16.05.1949 aufgelassen) \| Groß Stelzendorf (16.05.1949 aufgelassen) \| \| \| 45,715 \| Breitenwaida \| 216 m ü. A. \| \| \| 49,022 \| Sonnberg (16.05.1949 aufgelassen) \| Sonnberg (16.05.1949 aufgelassen) \| \| \| 51,421 \| Hollabrunn \| 225 m ü. A. \| \| \| 57,840 \| Hetzmannsdorf-Wullersdorf \| 230 m ü. A. \| \| \| 62,121 \| Guntersdorf \| 250 m ü. A. \| \| \| 70,610 \| Platt \| 243 m ü. A. \| \| \| \| von Sigmundsherberg \| \| \| \| 72,0 \| Zellerndorf Ost \| Zellerndorf Ost \| \| \| 73,675 \| Zellerndorf \| 225 m ü. A. \| \| \| \| nach Novosedly \| \| \| \| 81,397 \| Retz \| 244 m ü. A. \| \| \| \| nach Drosendorf \| \| \| \| 85,615 \| Unterretzbach Güterbahnhof (bis 1952 PV) \| 238 m ü. A. \| \| \| 86,560 \| Unterretzbach \| Unterretzbach \| \| \| 87,660 \| Staatsgrenze Österreich–Tschechien \| Staatsgrenze Österreich–Tschechien \| \| \| 89,139 \| Šatov (Schattau) \| 248 m n.m. \| \| \| \| Znojmo-Nový Šaldorf (Neu Schallersdorf) \| \| \| \| 99,297 \| Znojemský viadukt (Znaimer Viadukt) \| Znojemský viadukt (Znaimer Viadukt) \| \| \| 100,149 \| Znojmo (Znaim) \| 290 m n.m. \| \| \| \| nach Břeclav \| \| \| \| \| nach Kolín (–Děčín-Prostřední Žleb) \| \| |                                                          |                                              |                                              |
| Betriebs-/Güterbahnhof Streckenanfang | 0,000                                                    | Wien Nordwest                                | 166 m ü. A.                                  |
| Strecke von links · Abzweig ehemals geradeaus und nach rechts |                                                          | Abzw Brigittenau                             | Abzw Brigittenau                             |
| Abzweig quer, nach rechts und ehemals nach links · Kreuzung geradeaus oben (Strecke geradeaus außer Betrieb) |                                                          | Donauuferbahn                                | Donauuferbahn                                |
| Brücke über Wasserlauf (Strecke außer Betrieb) |                                                          | Nordwestbahnbrücke                           | Nordwestbahnbrücke                           |
| Bahnhof (Strecke außer Betrieb) |                                                          | Wien Jedlesee                                | Wien Jedlesee                                |
| Strecke · Strecke (außer Betrieb) |                                                          | von Wien Praterstern                         | von Wien Praterstern                         |
| Bahnhof · Strecke (außer Betrieb) | 4,150                                                    | Wien Floridsdorf                             | Wien Floridsdorf                             |
| Abzweig geradeaus und nach rechts · Strecke (außer Betrieb) |                                                          | nach Břeclav                                 | nach Břeclav                                 |
| Haltepunkt / Haltestelle · Strecke (außer Betrieb) |                                                          | Wien Brünner Straße                          | Wien Brünner Straße                          |
| Strecke · Abzweig ehemals geradeaus und von rechts |                                                          | Anschlussbahn (Awanst) KANSAI HELIOS Austria | Anschlussbahn (Awanst) KANSAI HELIOS Austria |
| Verschwenkung nach links · Verschwenkung nach rechts |                                                          | Abzw. Jedlersdorf                            | Abzw. Jedlersdorf                            |
| Abzweig geradeaus und von rechts |                                                          | von Wien Leopoldau                           | von Wien Leopoldau                           |
| Bahnhof | 6,500                                                    | Wien Jedlersdorf                             | 164 m ü. A.                                  |
| Abzweig geradeaus und nach links |                                                          | Anschlussbahn IZ Strebersdorf                | Anschlussbahn IZ Strebersdorf                |
| Haltepunkt / Haltestelle | 8,105                                                    | Wien Strebersdorf                            | 165 m ü. A.                                  |
| Grenze |                                                          | Landesgrenze Wien–Niederösterreich           | Landesgrenze Wien–Niederösterreich           |
| Haltepunkt / Haltestelle | 11,179                                                   | Langenzersdorf                               | 169 m ü. A.                                  |
| Haltepunkt / Haltestelle | 12,403                                                   | Bisamberg                                    | 168 m ü. A.                                  |
| Bahnhof | 15,631                                                   | Korneuburg                                   | 170 m ü. A.                                  |
| Abzweig geradeaus und nach rechts |                                                          | nach Hohenau                                 | nach Hohenau                                 |
| Überleitstelle / Spurwechsel | 18,355                                                   | Üst Korneuburg 1                             | Üst Korneuburg 1                             |
| Haltepunkt / Haltestelle | 18,810                                                   | Leobendorf-Burg Kreuzenstein                 | 174 m ü. A.                                  |
| Haltepunkt / Haltestelle | 22,465                                                   | Spillern                                     | 172 m ü. A.                                  |
| Abzweig geradeaus und von rechts | 22,862                                                   | Anschlussbahn (Awanst) Brauplan Transport    | Anschlussbahn (Awanst) Brauplan Transport    |
| Bahnhof | 25,762                                                   | Stockerau                                    | 173 m ü. A.                                  |
| Abzweig geradeaus und nach links |                                                          | nach Absdorf-Hippersdorf                     | nach Absdorf-Hippersdorf                     |
| Haltepunkt / Haltestelle | 30,626                                                   | Ober Olberndorf                              | 183 m ü. A.                                  |
| Bahnhof | 32,706                                                   | Sierndorf                                    | 190 m ü. A.                                  |
| Haltepunkt / Haltestelle | 34,915                                                   | Höbersdorf                                   | 191 m ü. A.                                  |
| Haltepunkt / Haltestelle | 37,435                                                   | Schönborn-Mallebarn                          | 200 m ü. A.                                  |
| Bahnhof | 41,110                                                   | Göllersdorf                                  | 204 m ü. A.                                  |
| ehemaliger Haltepunkt / Haltestelle | 43,176                                                   | Groß Stelzendorf (16.05.1949 aufgelassen)    | Groß Stelzendorf (16.05.1949 aufgelassen)    |
| Haltepunkt / Haltestelle | 45,715                                                   | Breitenwaida                                 | 216 m ü. A.                                  |
| ehemaliger Haltepunkt / Haltestelle | 49,022                                                   | Sonnberg (16.05.1949 aufgelassen)            | Sonnberg (16.05.1949 aufgelassen)            |
| Bahnhof | 51,421                                                   | Hollabrunn                                   | 225 m ü. A.                                  |
| Bahnhof | 57,840                                                   | Hetzmannsdorf-Wullersdorf                    | 230 m ü. A.                                  |
| Bahnhof | 62,121                                                   | Guntersdorf                                  | 250 m ü. A.                                  |
| Haltepunkt / Haltestelle | 70,610                                                   | Platt                                        | 243 m ü. A.                                  |
| Abzweig geradeaus und ehemals von links |                                                          | von Sigmundsherberg                          | von Sigmundsherberg                          |
| Blockstelle | 72,0                                                     | Zellerndorf Ost                              | Zellerndorf Ost                              |
| Bahnhof | 73,675                                                   | Zellerndorf                                  | 225 m ü. A.                                  |
| Abzweig geradeaus und nach rechts |                                                          | nach Novosedly                               | nach Novosedly                               |
| Bahnhof | 81,397                                                   | Retz                                         | 244 m ü. A.                                  |
| Abzweig geradeaus und nach links |                                                          | nach Drosendorf                              | nach Drosendorf                              |
| Dienststation / Betriebs- oder Güterbahnhof | 85,615                                                   | Unterretzbach Güterbahnhof (bis 1952 PV)     | 238 m ü. A.                                  |
| Haltepunkt / Haltestelle | 86,560                                                   | Unterretzbach                                | Unterretzbach                                |
| Grenze | 87,660                                                   | Staatsgrenze Österreich–Tschechien           | Staatsgrenze Österreich–Tschechien           |
| Bahnhof | 89,139                                                   | Šatov (Schattau)                             | 248 m n.m.                                   |
| Haltepunkt / Haltestelle |                                                          | Znojmo-Nový Šaldorf (Neu Schallersdorf)      | Znojmo-Nový Šaldorf (Neu Schallersdorf)      |
| Brücke über Wasserlauf | 99,297                                                   | Znojemský viadukt (Znaimer Viadukt)          | Znojemský viadukt (Znaimer Viadukt)          |
| Bahnhof | 100,149                                                  | Znojmo (Znaim)                               | 290 m n.m.                                   |
| Abzweig geradeaus und nach rechts |                                                          | nach Břeclav                                 | nach Břeclav                                 |
| Strecke |                                                          | nach Kolín (–Děčín-Prostřední Žleb)          | nach Kolín (–Děčín-Prostřední Žleb)          |

Die Nordwestbahn ist eine teils zweigleisige, elektrifizierte Eisenbahnstrecke in Österreich und Tschechien, die ursprünglich von der Österreichischen Nordwestbahn-Gesellschaft erbaut und betrieben wurde. Sie verläuft von Wien ausgehend über Retz ins tschechische Znojmo (Znaim). Bis Hollabrunn gehört die Nordwestbahn zum Wiener Schnellbahnnetz und ist mit dessen Stammstrecke betrieblich eng verbunden.

## Geschichte

### Vorgeschichte und Bau
Auf Vorschlag des Direktors der k.k. priv. Kaiser-Ferdinands-Nordbahn (KFNB), Raphael Foges, wurde eine Flügelbahn von Floridsdorf nach Stockerau errichtet. Am 30. Oktober 1838 erhielt die KFNB die Vorkonzession für diese Linie. Am 26. Juli 1841 befuhr ein Zug mit der Lokomotive PATRIA erstmals die eingleisige Strecke nach Stockerau. Für die 1870 gegründete ÖNWB der Bau einer eigenen Linie in diesem Abschnitt unrentabel, und so bemühte sich die Gesellschaft um den Kauf dieser für die KFNB bedeutungslosen Strecke. Der Kaufvertrag wurde am 21. August 1871 abgeschlossen.
Bereits in der Konzession des ÖNWB-Netzes war der Baubeginn der Strecke mit 8. September 1870 festgelegt. Die Baubewilligungen wurde erteilt:
- für den Bahnhof in Wien mit 14. August 1869,
- für die Strecke Wien–Jedlersdorf mit 24. April 1870,
- für die Strecke Stockerau–Zellerndorf mit 8. September 1870,
- für die Strecke Zellerndorf–Grenze bei Unterretzbach–Znaim mit 21. September 1870.

Nordwestbahn vom Nordwestbahnhof bis Jedlersdorf über die Nordwestbahnbrücke

Die Strecke von Stockerau nach Znaim wurde am 1. November 1871 in Betrieb genommen. An diesem Tag übernahm die ÖNWB auch den Betrieb auf dem von der Nordbahn erworbenen Abschnitt Floridsdorf – Stockerau.
Mit Inbetriebnahme der Strecke Wien Nordwestbahnhof–Jedlersdorf war die Strecke von Wien bis Znaim durchgehend befahrbar. Nach der Fertigstellung der Güteranlagen am Nordwestbahnhof in Wien wurde am 1. Juli 1872 der Gesamtbetrieb (Personen- und Güterverkehr) aufgenommen.

### Streckenerweiterungen
1872 wurde die von Zellerndorf nach Sigmundsherberg führende Bahnstrecke Zellerndorf–Sigmundsherberg eröffnet.
1874 errichtete die ÖNWB zum Anschluss an die Donauschifffahrt vom Bahnhof Korneuburg eine Abzweigung zur Donaulände bei Korneuburg mit eigenem Bahnhof. Die endgültige Inbetriebnahme erfolgte am 22. September 1874.
1890 wurde in Wien ein Anschluss an das Eisenbahnnetz der k.k. Staatsbahnen hergestellt.
Am 4. Oktober 1904 wurde die Lokalbahn Absdorf–Stockerau eröffnet.

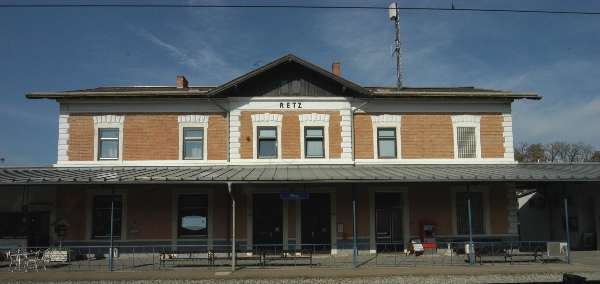
Bahnhof Retz (Niederösterreich)

Die in Retz abzweigende Lokalbahn Retz–Drosendorf wurde am 21. Oktober 1910 eröffnet. Am 10. Juni 2001 wurden der Personenverkehr auf der gesamten Lokalbahn sowie der Güterverkehr zwischen Weitersfeld und Drosendorf eingestellt.
Die Planungen für einen zweigleisigen Ausbau zwischen Stockerau und Retz sollen 2024 beginnen und der Ausbau wird voraussichtlich 2032 abgeschlossen sein.

### Betrieb

#### Vor dem Ersten Weltkrieg
Mit der Errichtung von Sicherungsanlagen konnte die Durchgangsgeschwindigkeit in den Bahnhöfen erhöht werden. Aus diesem Grund wurden zwischen 1884 (Spillern) und 1895 (Hetzmannsdorf–Wullersdorf) mechanische Stellwerke errichtet. Der Nordwestbahnhof selbst folgte im Jahr 1909.
Da der Zugsverkehr immer mehr zunahm, wurde bald ein zweites Gleis nötig. Ende 1898 wurde die entsprechende Baubewilligung für den Abschnitt Wien–Stockerau erteilt. Der Baubeginn wurde jedoch immer weiter hinausgeschoben. 1904 wurde das zweite Gleis dann zwischen Wien und Znaim kommissioniert und im Juli desselben Jahres wurde zwischen Wien und Stockerau mit den Arbeiten begonnen. Der Rest der Strecke wurde eingleisig belassen. Ab 1. Mai 1908 wurde auf dem neuen Gleis der Vollbetrieb aufgenommen.
1916 wurde der in der Nähe des Autokaders gelegene Bahnhof Jedlersdorf großzügig ausgebaut und die Einbindung der Stammersdorfer Lokalbahn vorbereitet. Dieses Vorhaben wurde aber nie realisiert. Die Verbindung vom Bahnhof Jedlersdorf zur Ladestelle Leopoldau an der Nordbahn wurde zwischen Mai und November 1916 errichtet und ist als Floridsdorfer Hochbahn oder – wegen des Einsatzes italienischer Kriegsgefangener beim Bau – als „Italienerschleife“ bekannt.

#### Nach dem Ersten Weltkrieg
Mit dem Ende des Ersten Weltkrieges reduzierte sich der Zugsverkehr, und die folgende Wirtschaftskrise zwang die Bundesbahnen zum Rationalisieren. Eine Gesetzesänderung im Jahr 1922 machte den Abbau von mindestens 56 Schrankenanlagen und der zugehörigen Schrankenwärter möglich. Von 1934 bis 1938 war die Strecke ferner bis Höbersdorf in den Wechselverkehr zwischen der kommunalen Wiener Elektrischen Stadtbahn und den Österreichischen Bundesbahnen eingebunden.
Während des Zweiten Weltkriegs wurde der Bahnhof an der Donaulände von Korneuburg kräftig ausgebaut. Ein Verbindungsgleis vom Wiener Nordwestbahnhof zum Nordbahnhof wurde zwar am 26. Jänner 1945 in Auftrag gegeben, aber erst nach Kriegsende als sogenannte „Russenschleife“ fertiggestellt. Das Gleis kreuzte an der Einmündung der Taborstraße in die Nordbahnstraße beide Straßen und wurde spätestens bei der Umstellung auf elektrischen Betrieb aufgelassen.

#### Nach 1945

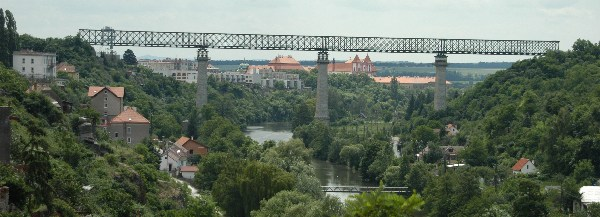
Znaimer Viadukt (Brücke wurde mittlerweile erneuert)

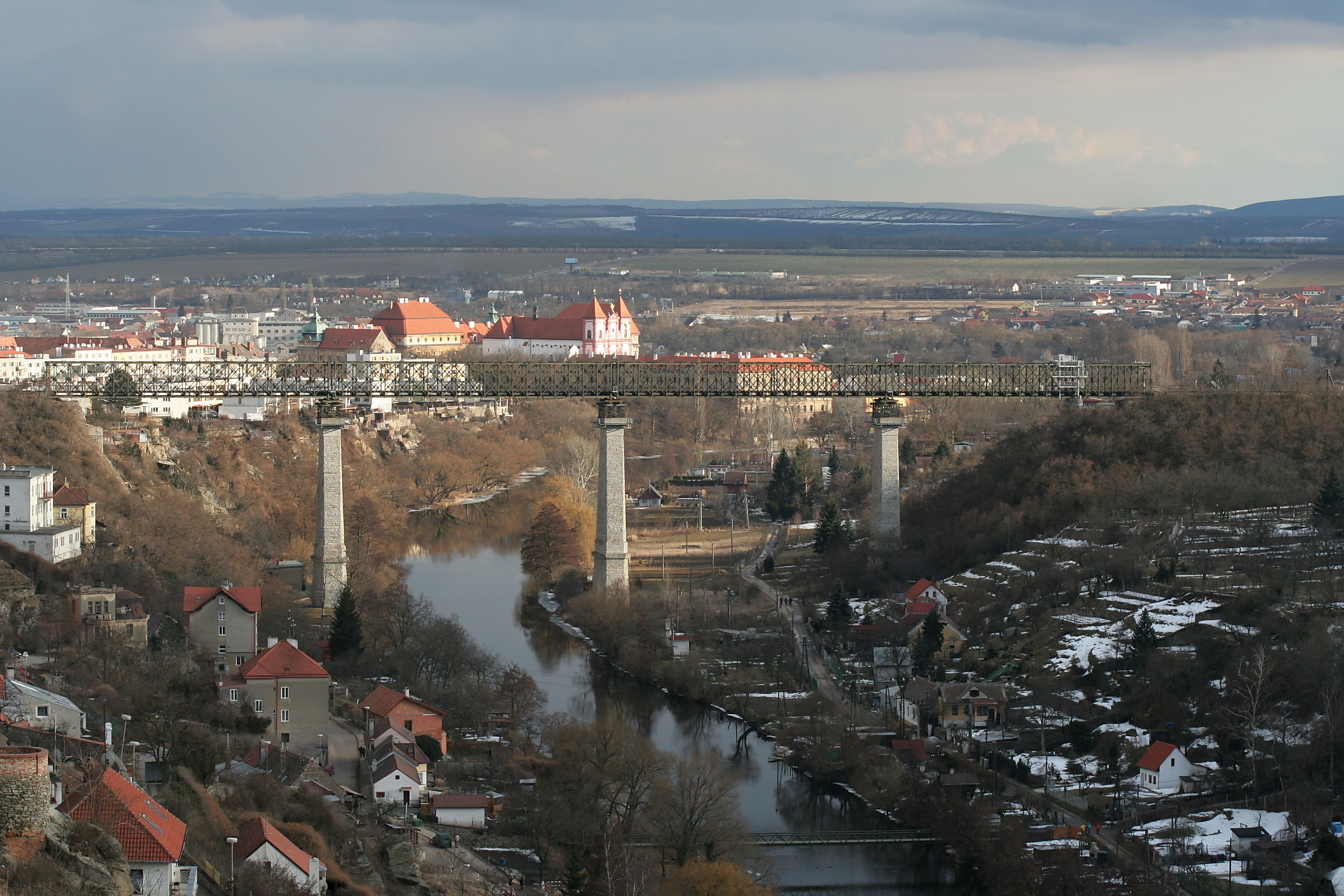
Znojemský viadukt in voller Länge vor dem Umbau

Die politischen Veränderungen in der Tschechoslowakei führten am 18. Mai 1952 zur Einstellung des Personenverkehrs über Retz hinaus.
Am 17. Jänner 1962 wurde gleichzeitig mit der Schnellbahn auf dem Abschnitt Floridsdorf–Stockerau der elektrische Betrieb aufgenommen. Der Schnellbahnbetrieb erforderte, zwischen Floridsdorf und Jedlersdorf ein zweites Gleis zu errichten. Dieser Ausbau wurde am 5. Mai 1969 fertiggestellt.
Am 27. Mai 1979 wurde der elektrische Betrieb von Wien bis Hollabrunn aufgenommen.
Die Ortschaft Platt bei Zellerndorf erhielt am 27. September 1981 eine Haltestelle, die näher am Ort liegt als die der Pulkautalbahn.

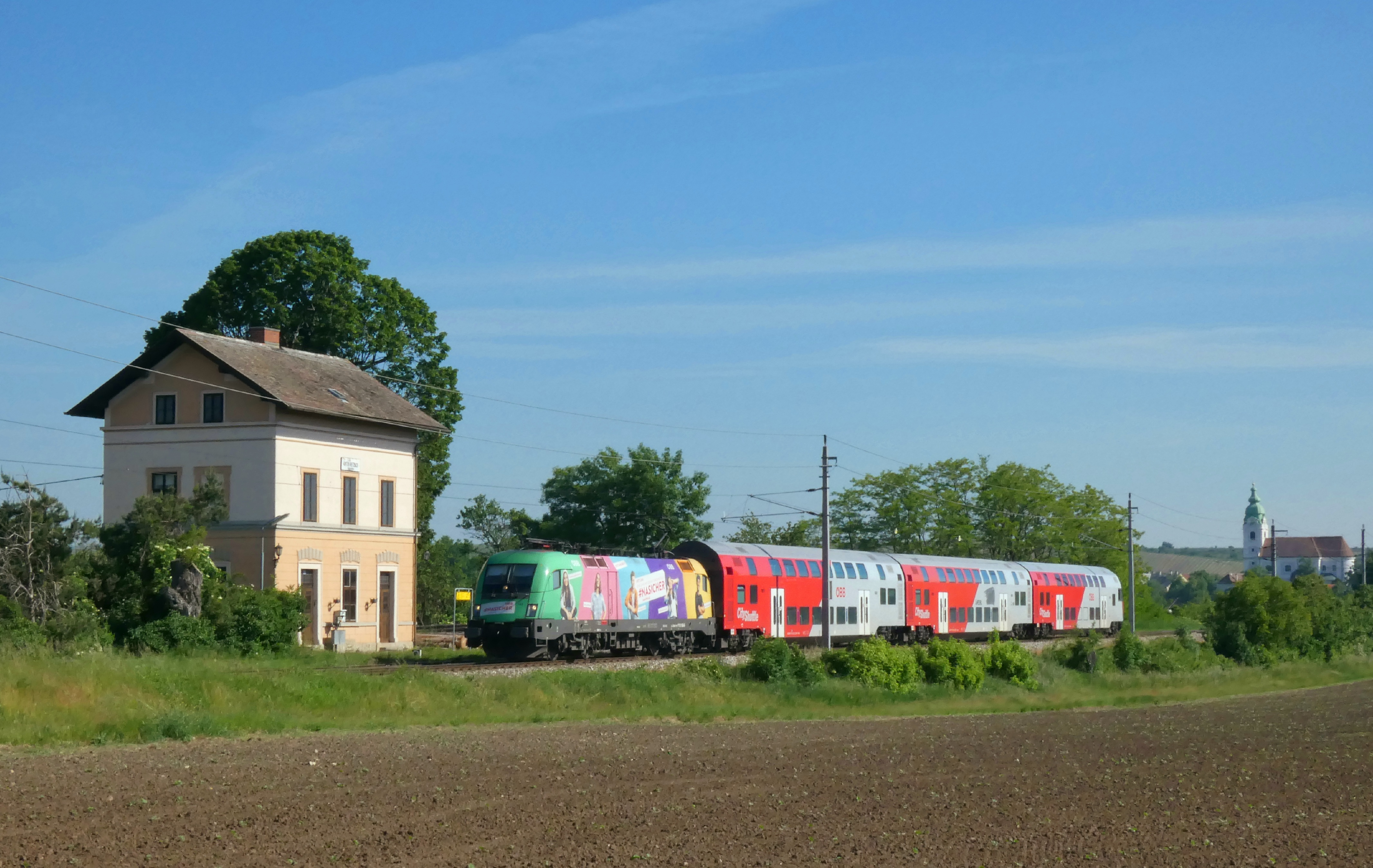
Ein Werbetaurus der ÖBB auf dem REX 3 nach Wien Meidling, beim alten Bahnhof Unterretzbach.

Erstmals seit 1952 verkehrte am 16. Dezember 1989 wieder ein Personenzug zwischen Retz und Znaim. Der planmäßige Personenverkehr zwischen den beiden Städten wurde am 26. Mai 1990 aufgenommen. Der Znaimer Viadukt über die Thaya galt während seiner Errichtung als eine der höchsten Brücken Europas. Bevor der grenzüberschreitende Bahnverkehr zwischen Wien und Znaim wieder aufgenommen werden konnte, musste der Viadukt umgebaut werden.
Am 25. September 1993 wurde der elektrische Betrieb auf der Nordwestbahnstrecke von Hollabrunn bis Retz aufgenommen.
Im Oktober 2006 begann die Elektrifizierung der Strecke von Retz nach Znaim. Die Kosten betrugen rund 39 Millionen Euro (davon entfallen auf die ÖBB 3,5 Millionen Euro und auf die Tschechischen Bahnen 35,5 Millionen Euro). Der elektrische Betrieb wurde im Dezember 2006 von Retz bis Schattau aufgenommen, Ende November 2009 bis Znaim. Der Betrieb erfolgt auch auf diesem Abschnitt, da die anschließenden Strecken nicht elektrifiziert sind, mit dem österreichischen Stromsystem (Einphasenwechselpannung 15 kV bei 16,7 Hz).
Zum Fahrplanwechsel 2008/09 wurde in Unterretzbach eine neue und modernisierte Haltestelle eröffnet, welche sich direkt im Ortskern befindet. Zuvor wurde der alte Bahnhof, welcher nur mehr Bedeutung im Güterverkehr besitzt, von diesem sehr spärlich bedient. Das heutige Museum befindet sich fernab der Ortschaft.

### Wiener Nordwestbahnbrücke
Der Bau der vorerst eingleisigen und 810 Meter langen Nordwestbahnbrücke war von den endgültigen Plänen für die Regulierung der Donau abhängig. Errichtet wurde sie von 1870 bis 1872 nach Plänen von Baudirektor Wilhelm Hellwag und Oberinspektor Eduard Gerlich. Ein Eisstoß nach Baubeginn beschädigte einen der Brückenpfeiler so schwer, dass er neu errichtet werden musste.
Wegen des stark gestiegenen Verkehrsaufkommens wurde die Brücke umgebaut und am 24. November 1909 zweigleisig in Betrieb genommen. Das ältere der beiden Gleise wurde 1924, nachdem die Personenabfertigung im Nordwestbahnhof eingestellt worden war, stillgelegt. 1930 wurde es, nachdem ein Schnellbahnprojekt nicht zustande gekommen war, abgetragen.
Von den durch die deutsche Wehrmacht bei ihrem Rückzug aus Wien im April 1945 gesprengten Brücken war die Nordwestbahnbrücke am leichtesten wiederherzustellen, sodass sie am 25. August 1945 wieder in Betrieb genommen werden konnte. Sie nahm bis 1959 auch den Verkehr der Nordbahn auf, erst dann war die Nordbahnbrücke mit den anschließenden Streckenteilen wiederhergestellt.
Nach der endgültigen Stilllegung des Nordwestbahnhofs als Personenbahnhof am 30. Mai 1959 wurde die Nordwestbahnbrücke von 1962 bis 1964 in eine Straßenbrücke umgebaut und ist seither als Nordbrücke bekannt.

## Betriebsstellen

### Nordwestbahnhof in Wien
In Wien endete die Nordwestbahn im 2. Wiener Bezirk, seit 1900 im 20. Bezirk, in einem prunkvollen Gründerzeitgebäude, dem Nordwestbahnhof. Ab 1924 wurde die Halle nicht mehr verwendet.
Im November 1927 bis Mai 1928 wurde die Nordwestbahnhalle zum „permanenten Schneepalast“. Mit einem 16,60 m hohen Holzgerüst belegt mit Kokosmatten und Kunstschnee, überwiegend aus Natriumcarbonat, vulgo Soda, wurde eine 20-m-Sprungschanze, „Schiwiese“, Rodelbahn und rundherum eine Langlaufbahn errichtet. Der Aufstieg erfolgte über eine Treppe zu Fuß, oder per Vertikallift, Rodeln wurden mit einem elektrischen Schräglift hochgezogen. Die 2-Stunden-Eintrittskarte kostete 1,50 Schilling.
Zeitweise benutzten sie die Nationalsozialisten für politische Veranstaltungen. Von 1945 bis 1959 wurde hier der Personenverkehr von Nordwestbahn und Nordbahn abgefertigt. 1959 wurde die Abfertigung zum Bahnhof Wien Praterstern an der wiederhergestellten Nordbahn verlegt. Nach 1959 wurden die Bahnhofsbauten abgetragen. Als einziges originales Gebäude besteht das seinerzeitige Bahnhofspostamt, 20., Nordwestbahnstraße 6.

### Haltestelle Breitenwaida
Die Haltestelle wurde im Zuge der Errichtung der Nordwestbahn angelegt und im 19. Jahrhundert eröffnet. 1979 erfolgte die Elektrifizierung von Stockerau bis Hollabrunn und eine Umgestaltung der Haltestelle im Zuge der Verlängerung der S-Bahn Wien bis Hollabrunn. 2005 wurde die Haltestelle mit einem neuen Bahnsteig in Modulbauweise ausgestattet.

## Personenverkehr
Derzeit verkehren auf der Nordwestbahn die Wiener S-Bahn-Linien S3 bis Hollabrunn und S4 ab Stockerau abzweigend nach Absdorf-Hippersdorf bzw. Tullnerfeld sowie der REX 3 nach Unterretzbach/Znojmo. Die Züge der Linien S3/S4 fahren wochentags bis Korneuburg bis 20 Uhr (und morgens bis Stockerau) viertelstündlich, nach Stockerau größtenteils halbstündlich und zwischen Stockerau und Hollabrunn stündlich. Die REX 3 Züge nach Unterretzbach verkehren mit einigen Ausnahmen (unter anderem an Wochenenden) stündlich, nach Znojmo alle 2 Stunden. In der Stoßzeit wird in der Lastrichtung zwischen Retz und Wien auf einen Halbstundentakt verdichtet.
Auf dem tschechischen Abschnitt zwischen Šatov und Znojmo werden die Personenzüge als S82 geführt.

## Streckenverlauf
Die Nordwestbahn nimmt heute ihren Ausgang vom Bahnhof Wien Floridsdorf an der Nordbahn, wo sie sich umgehend nordwestwärts im Donautal orientiert, die Floridsdorfer Hochbahn aus Jedlersdorf aufnimmt und weitgehend geradlinig, vorbei am Bisamberg, nach Korneuburg strebt. Hier zweigt die Lokalbahn Korneuburg–Hohenau ab, und die Trassierung hält sich weit von der Donau entfernt nunmehr stärker westwärts bis Stockerau. Nach Ausfädelung der Bahnstrecke Absdorf-Hippersdorf–Stockerau wendet sich die Nordwestbahn nordwärts in die weite Niederung des Göllersbachs hinein und folgt dem Tal am ostseitigen, flachen Talhangfuß bis Hollabrunn. Ab dann windet sich die Strecke in Zuflussenken des Göllersbaches über Guntersdorf und Platt, wo der niedrige Höhenrücken zum Pulkautal überwunden wird. In Zellerndorf erfolgt die Verknüpfung mit der Pulkautalbahn, nach Querung eines sanften Rückens wird an Unternalb vorbei Retz und damit der Waldviertelsaum erreicht. Hier gibt die Nordwestbahn die Lokalbahn Retz–Drosendorf ab und wendet sich in 90°-Winkel gegen Kleinhöflein, wo erneut eine Kehrtwendung nordwärts Richtung Staatsgrenze Tschechien und dem Grenzbahnhof Šatov erfolgt. Windungsreich wird das Hügelland bis zum Thayatal in Znaim bewältigt, wo die imposante Znaimer Eisenbahnbrücke in den Bahnhof führt. Die Fortführung der seinerzeitigen Nordwestbahn von hier aus ist die Bahnstrecke Znojmo–Nymburk, ferner führt weiter die Bahnstrecke nach Hrušovany nad Jevišovkou und Břeclav.